# زیردریایی کلاس توتی
سابمارین کلاس توتی (به انگلیسی: Toti-class submarine) یک کلاس از زیردریایی است که طول آن 46.2 m می‌باشد.